# 圣塞宁广场

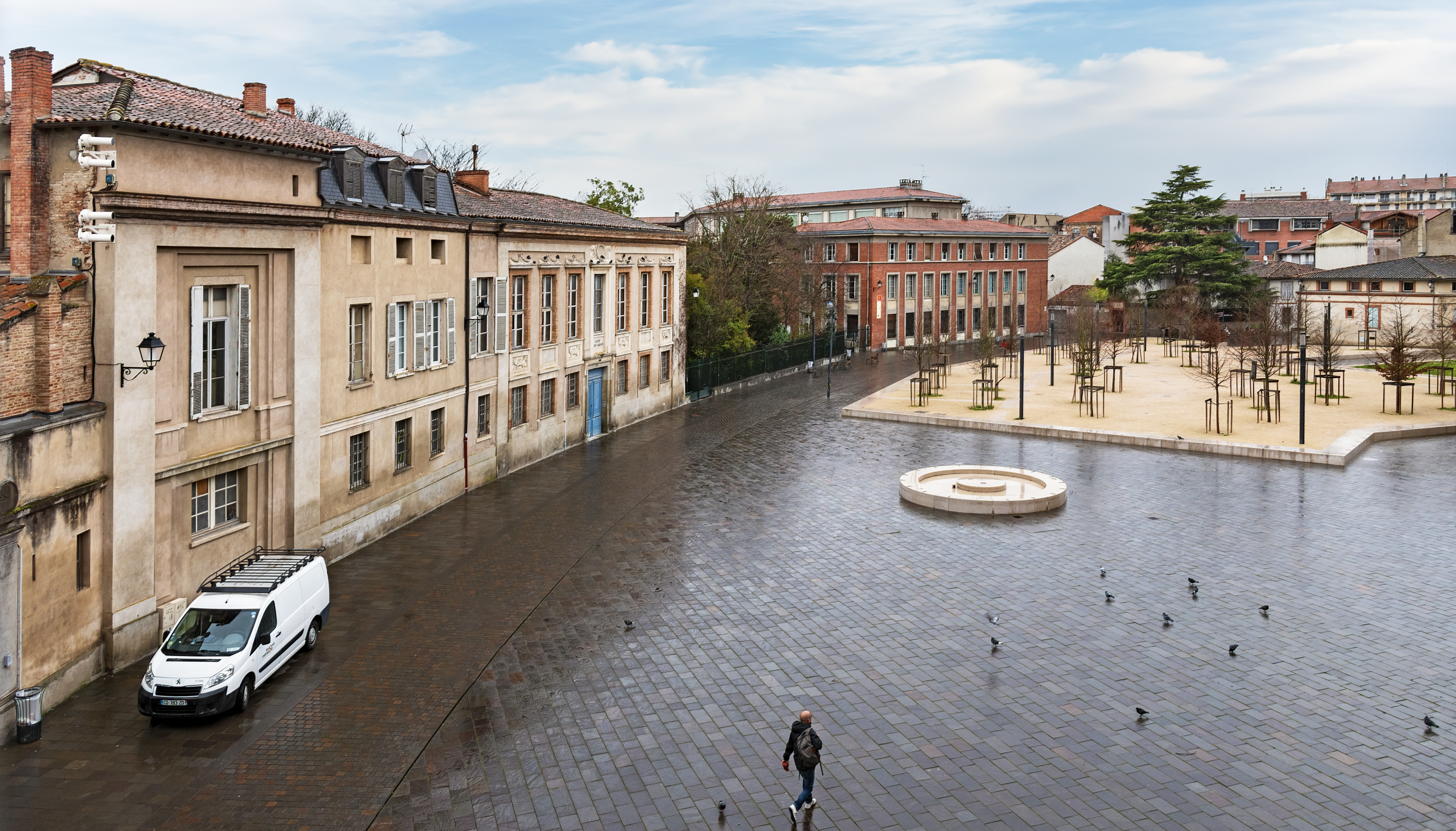

圣塞宁广场（法語：Place Saint-Sernin）是法国西南部奥克西塔尼大区首府图卢兹的一个广场，位于第一区。
该广场得名于原圣塞宁修道院，今日圣塞宁圣殿仍位于广场上。最初只是一个狭窄的矩形广场。19世纪扩建广场。2015年，原圣雷蒙德广场（Place Saint Raymond）命名为圣若望保禄二世广场（Parvis Saint John Paul II），以2014年封圣的教宗若望保禄二世命名。

## 建筑
- 圣塞宁圣殿：法国历史遗迹（1840）[3]
- 圣雷蒙德博物馆
- 圣塞宁广场19号：图卢兹劳工交易所（Bourse du travail de Toulouse）[4]

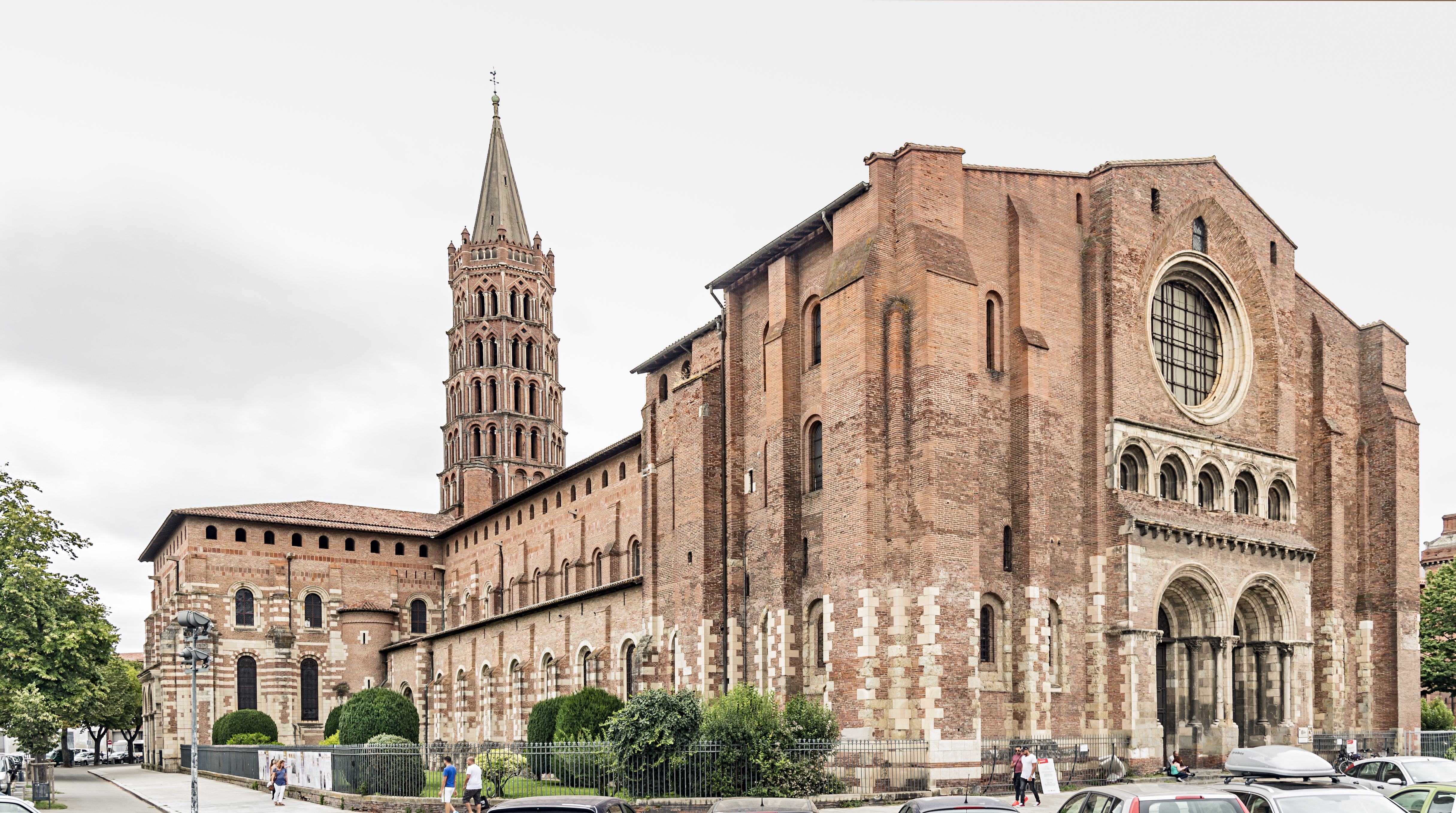
圣塞宁圣殿
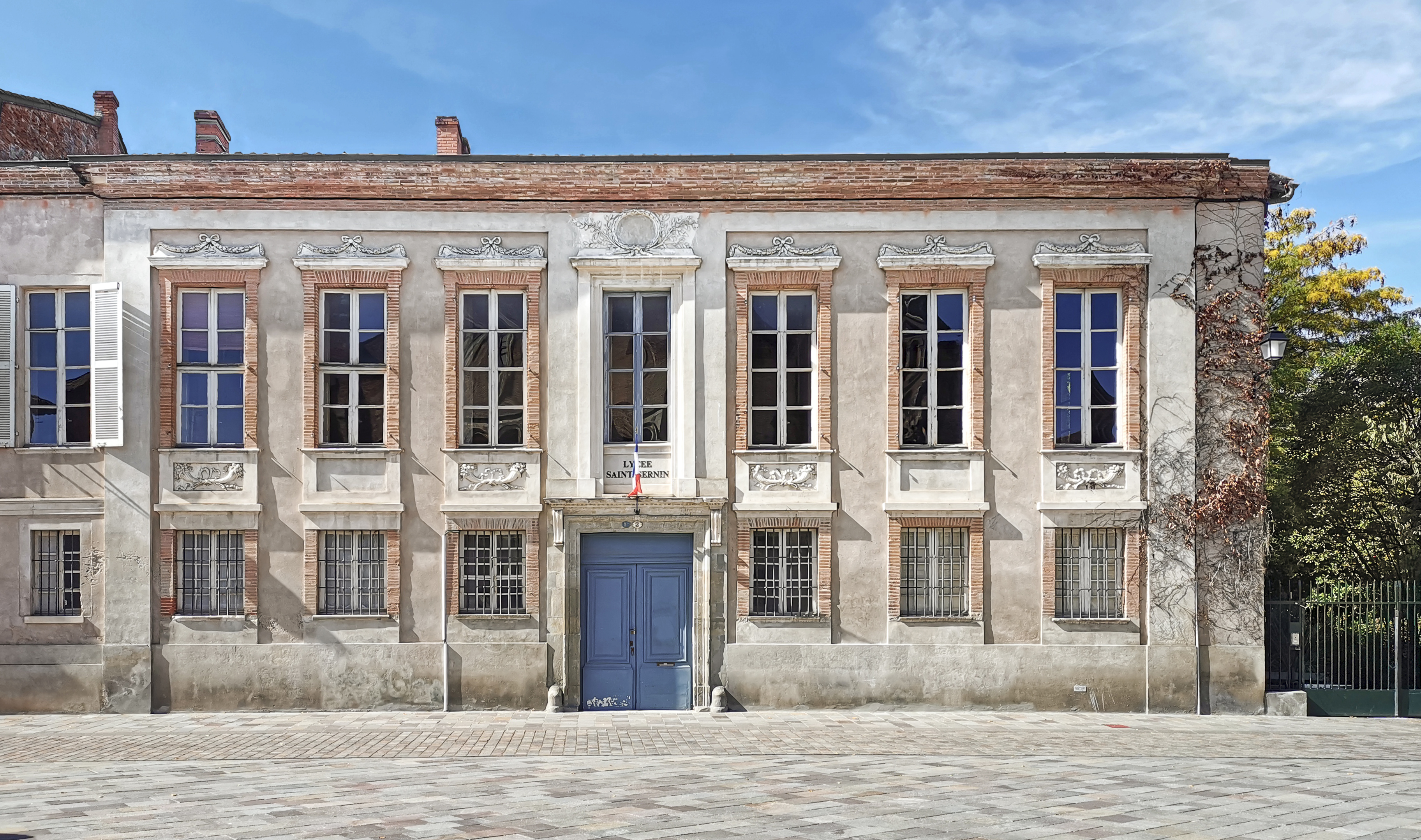
杜巴里府（hôtel Dubarry）
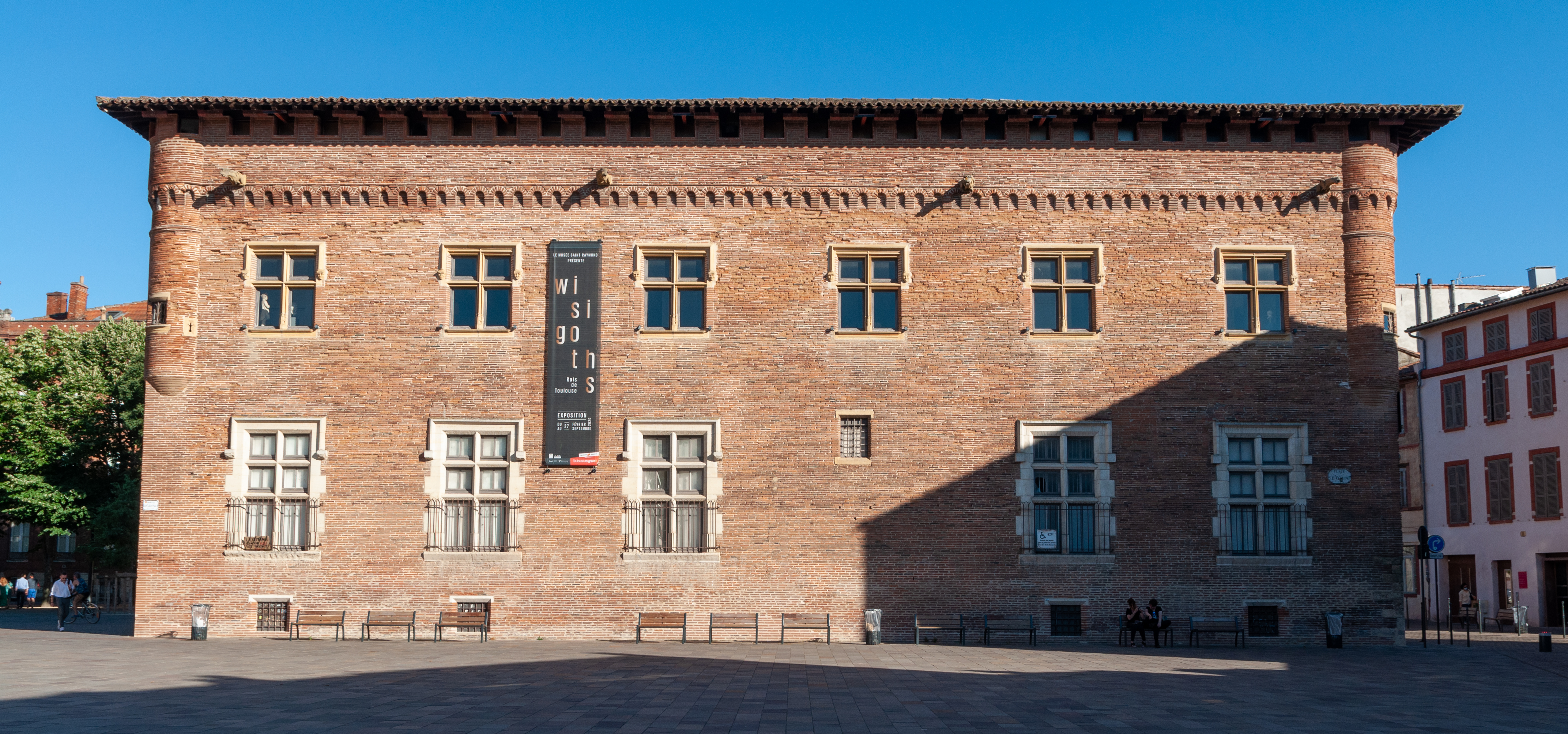
圣雷蒙德博物馆
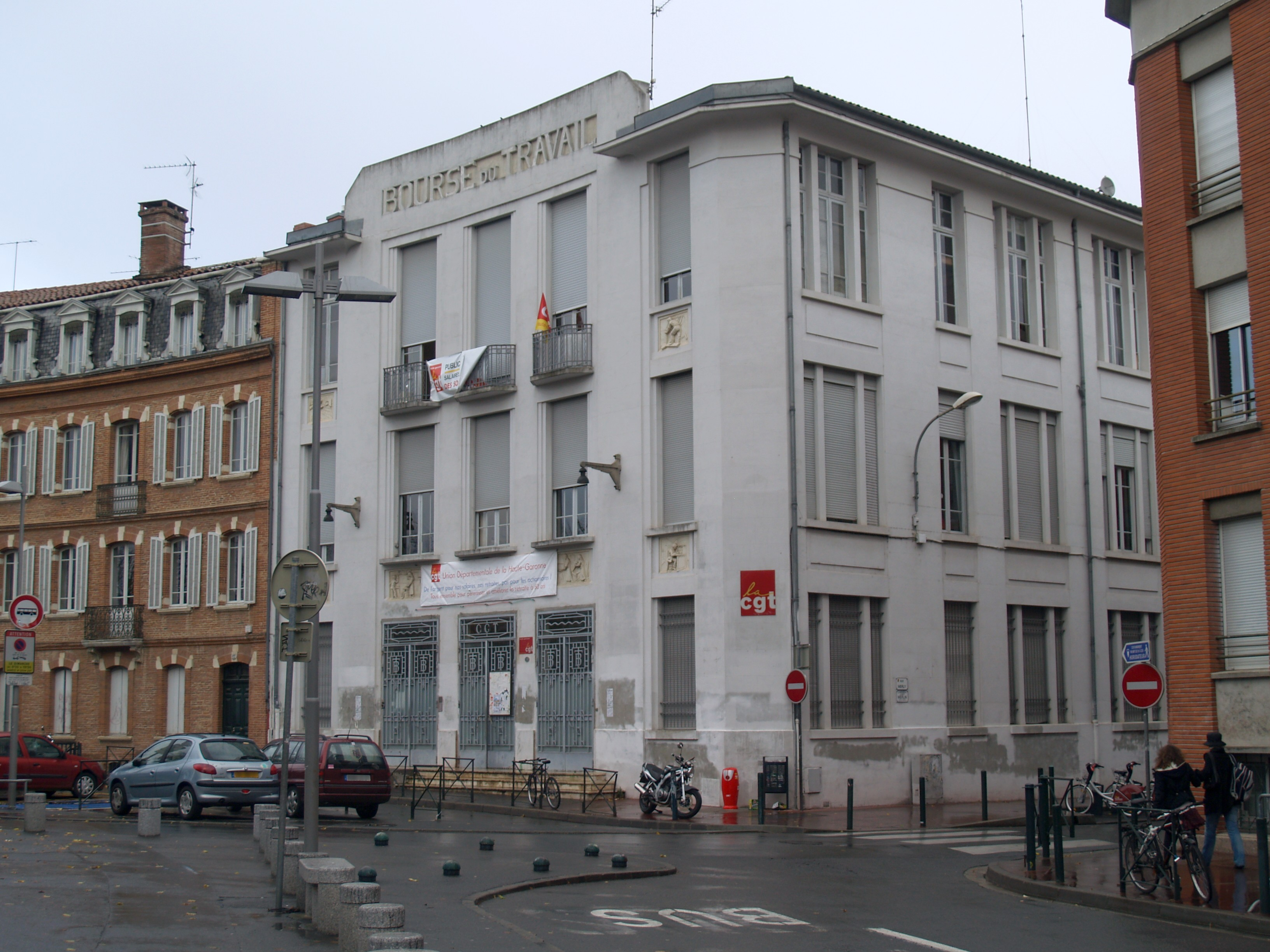
圣塞宁广场19号：图卢兹劳工交易所